# Anguruwatota
Anguruwatota és una població de la província Occidental de Sri Lanka, a uns 40 km al sud-sud-est de Colombo.
Sota domini colonial, els portuguesos van tenir una posició fortificada en aquest lloc amb una guarnició important, que permetia controlar el pas del riu Kalu Ganga.